# Marc Hendrikx
Marc Hendrikx (ur. 2 lipca 1974 w Hamont) – belgijski piłkarz występujący na pozycji pomocnika.

## Kariera klubowa
Marc Hendrikx zawodową karierę rozpoczynał w 1992 roku w KFC Lommel. Grał tam przez pięć sezonów, w trakcie których wystąpił w 113 ligowych spotkaniach. Latem 1997 roku belgijski pomocnik przeniósł się do KRC Genk, z którym raz wywalczył mistrzostwo, dwa razy puchar i trzy razy superpuchar kraju. Łącznie dla Racingu rozegrał 121 meczów, w których 17 razy wpisał się na listę strzelców. 
W 2001 roku Hendrikx przeszedł do Anderlechtu, a w 2004 roku razem ekipą „Fiołków” wywalczył tytuł mistrza kraju. Po zakończeniu ligowych rozgrywek Belg podpisał kontrakt z KSC Lokeren, z którym zajął 8. miejsce w Jupiler League. Kolejnym klubem w karierze Belga był Germinal Beerschot. Jako zawodnik „De Ratten” Hendrikx wystąpił w 24 ligowych meczach i przyczynił się do zajęcia przez swój zespół ósmej lokaty w tabeli. W letnim okienku transferowym w 2006 roku wychowanek Lommel postanowił zmienić klub i ostatecznie trafił do Sint-Truidense VV. W 2009 roku został zawodnikiem KAS Eupen. Potem grał w KVV Thes Sport Tessenderlo, gdzie w 2012 roku zakończył karierę.

## Kariera reprezentacyjna
W reprezentacji Belgii Hendrikx zadebiutował w 1999 roku. Następnie został powołany przez Roberta Waseige do 22-osobowej kadry na Euro 2000. Na turnieju tym Belgowie zostali jednak wyeliminowani już w pierwszej rundzie. Hendrikx na Euro pełnił rolę rezerwowego, jednak wystąpił w dwóch spotkaniach. W pojedynku z Włochami zastąpił w 46. minucie Nico Van Kerckhovena, a w meczu przeciwko Turcji w 59. minucie wszedł na boisko za Barta Goora. Łącznie dla drużyny narodowej Hendrikx rozegrał 15 spotkań.